# Sun-Yung Alice Chang
Sun-Yung Alice Chang (Xian, 24 de março de 1948) é uma matemática estadunidense de origem chinesa.
Sua área principal de trabalho é análise.
Foi palestrante plenária do Congresso Internacional de Matemáticos em Pequim (2002: Non-linear Partial Differential Equations in Conformal Geometry), juntamente com Paul Chien-Ping Yang.